# Shohei Maru
La Shohei Maru (昇平丸?, Shōhei Maru) fu la prima nave da guerra di tipo occidentale costruita dal Giappone dopo il periodo di isolamento del paese. Ne fu ordinata la costruzione nel 1852, nel feudo meridionale di Satsuma, dal governo dello Shōgun in anticipazione dall'annunciata missione del commodoro Perry nel 1853.
La nave fu varata nel 1854 e inviata a Edo nel febbraio 1855, prima di essere trasferita al governo del Bakufu nell'agosto 1855.
Apparentemente fu costruita usando manuali di costruzione di navi a vela olandesi con qualche conoscenza pratica che poteva essere ottenuta dall'osservazione degli occasionali vascelli stranieri che passavano per le acque del Giappone.
Il Bakufu la utilizzò principalmente come mezzo di addestramento fino a che fu requisita dal nuovo governo imperiale che si insediò in seguito alla restaurazione Meiji.
Fu quindi usata come trasporto mercantile per lo sviluppo dell'isola settentrionale dell'Hokkaidō, dove naufragò in seguito a una tempesta il 2 marzo 1870.
Sebbene la Shōhei Maru rappresentasse un ritorno alla costruzione di vascelli in grado di affrontare l'oceano dopo due secoli di proibizioni del Bakufu, il Giappone aveva già costruito diversi navi a vela di tipo occidentale all'inizio del XVII secolo, come il galeone San Juan Bautista.